# Abrázame muy fuerte (álbum)
Abrázame muy fuerte es el título del vigésimoséptimo álbum de estudio grabado por el cantautor mexicano Juan Gabriel. Fue lanzado al mercado bajo el sello discográfico BMG U.S. Latin el 12 de diciembre de 2000. Del álbum se extrae "Abrázame muy fuerte", tema principal de la telenovela mexicana de la cadena Televisa Abrázame muy fuerte (2000-2001), bajo la producción de Salvador Mejía Alejandre, Fue protagonizada por Victoria Ruffo, Aracely Arámbula y Fernando Colunga y antagonizada por César Évora y Nailea Norvind. En 2002 el álbum fue ganador del Premio Lo Nuestro en la categoría Álbum Pop del Año y nominado a un Premio Grammy al Mejor Álbum de Pop Latino en la 44°. entrega anual de los Premios Grammy. El álbum marca el regreso del cantante a las listas de popularidad. Además, la canción "Abrázame muy fuerte" es considerada la más reconocida del cantante del siglo XXI, así como uno de los últimos grandes éxitos originales del cantante.

## Lista de canciones[3]
- Todas las canciones escritas por Juan Gabriel.

Todas las canciones escritas y compuestas por Juan Gabriel. 
| Abrázame muy fuerte |                                                                   |              |          |  |
| N.º                 | Título                                                            | Escritor(es) | Duración |  |
| 1.                  | «A mi me gusta soñar»                                             | Juan Gabriel | 4:19     |  |
| 2.                  | «Princesita»                                                      | Juan Gabriel | 5:04     |  |
| 3.                  | «Tu más fiel admirador»                                           | Juan Gabriel | 3:22     |  |
| 4.                  | «Del altar hasta la tumba»                                        | Juan Gabriel | 4:07     |  |
| 5.                  | «El amor de nosotros» (con Tamara)                                | Juan Gabriel | 3:29     |  |
| 6.                  | «Abrázame muy fuerte» (tema de la telenovela Abrázame muy fuerte) | Juan Gabriel | 3:59     |  |
| 7.                  | «Padre, dame tu consejo»                                          | Juan Gabriel | 3:45     |  |
| 8.                  | «Catalina»                                                        | Juan Gabriel | 4:49     |  |
| 9.                  | «Olvidar no sé»                                                   | Juan Gabriel | 4:07     |  |
| 10.                 | «Heme aquí»                                                       | Juan Gabriel | 5:52     |  |
| 11.                 | «Amor propio»                                                     | Juan Gabriel | 5:01     |  |
| 12.                 | «Estos son recuerdos»                                             | Juan Gabriel | 4:37     |  |

## Créditos y personal
- Juan Gabriel – voz
- Antonio Alvarado – voz secundaria
- Ricardo Cortez / Bebu Silvetti / Luigi González – productores
- Enrique Okamura – coordinador de producción
- Valério Carmo – diseño gráfico
- Luigi González / Alemán Villacorta– ingeniero
- César Vera – fotografía

## Posicionamiento en las listas
| Lista (2001)                    | Máxima posición |
| ------------------------------- | --------------- |
| U.S. Billboard Top Latin Albums | 2               |
| U.S. Billboard Latin Pop Albums | 1               |

### Sucesión y posicionamiento
| Predecesor: Mi reflejo de Christina Aguilera | U.S. Billboard Latin Pop Albums — Álbum N°. 1 10 de febrero de 2001 - 16 de febrero de 2001 | Sucesor: Paulina de Paulina Rubio |